# Tristan Fry
Tristan Frederick Allan Fry (Londen, 26 oktober 1941) is een Brits bespeler van allerlei slagwerkinstrumenten. Het genre is voor hem van geen belang.
Hij kreeg de muziek met de paplepel ingegoten; zijn vader was percussionist, en zijn moeder was pianiste. Fry kreeg zijn muzikale opleiding aan het Royal College of Music in Londen. Op 17-jarige leeftijd trad hij toe tot een van de symfonieorkesten uit Londen, The London Philharmonic Orchestra en speelde daar vijf jaar. Hij speelde voorts in Nash Ensemble (kamermuziek), Fires of London (idem) en het City of London Sinfonia. Hij speelde daarbij muziek van Igor Strawinski, Béla Bartók en Karlheinz Stockhausen. Naast zijn werk binnen de klassieke muziek speelde hij mee op soundtracks van onder meer James Bondfilms, de televisieserie Doctor Who en shows van Rolf Harris. Ook speelde hij mee op Sgt. Pepper's Lonely Hearts Club Band van The Beatles, albums van Danny Kaye, en bij concerten van Duke Ellington (in samenwerking met het LSO).
Fry speelde mee in de semiklassieke muziekgroep Sky en op allerlei muziekalbums, waaronder albums van Camel, Frank Sinatra, David Essex en Olivia Newton-John. Hij was tussendoor ook nog paukenist bij het orkest Academy of St. Martin in the Fields.
Als lid van Sky probeerde Tristan Fry tevens trompet te spelen, maar dat was geen succes.
- Gemeinsame Normdatei: 134379195
- International Standard Name Identifier: 0000 0000 8000 1660
- Library of Congress Control Number: n85058162
- MusicBrainz: dded86e1-6f42-4094-9018-e2418b0900c7
- Nationale Bibliotheek van Israël: 987007337632505171
- Système universitaire de documentation: 147411149
- Virtual International Authority File: 65431575
- WorldCat: E39PBJjCW9xBcmBMvqqRD49hpP